# 谢家禾
谢家禾（？—？），字和甫，浙江钱塘人，举人，清朝数学家。著有《演元耍义》一卷，《弧田问率》一卷，《直积回求》一卷，

## 延伸阅读
[在维基数据编辑]
 《清史稿·卷507》，出自趙爾巽《清史稿》